# Ветий Агорий Василий Маворций
Вижте пояснителната страница за други личности с името Ветий Агорий.
Ветий Агорий Басилий Маворций (на латински: Vettius Agorius Basilius Mavortius) e римски сенатор и политик от 6 век.

## Биография
Маворций е син на Цецина Маворций Басилий Деций (консул 486 г.) и внук на Флавий Цецина Деций Басилий (консул 463 г.) от фамилията Цецинии и Деции. Роднина е с влиятелния сенатор Ветий Агорий Претекстат (преториански префект 384 г.)
Маворций става през 527 г. comes domesticorum (командант на императорската гарда).
През 527 г. той е консул без колега.
След това до 534 г. той помага заедно с оратора Секур Мемор Феликс при корекцията (emendatio) на поетичните произедения на Хораций и на християнския поет Пруденций.